# Ampoi
Der Ampoi oder Ompoi (ungarisch Ompoly) ist ein rechter Nebenfluss des Mureș (Mieresch) im Südwesten des Siebenbürgischen Beckens in Rumänien.
Der Fluss ist auch unter den veralteten Bezeichnungen Ampeie und Ampee bekannt.

## Flussverlauf
Der Ampoi entspringt im Nordosten des Siebenbürgischen Erzgebirges – eines Gebirgszugs des Apuseni-Gebirges –, südwestlich des Petriceaua-Gipfels (⊙ 1142 m ü. M.), im Westen des Kreises Alba. Am Oberlauf, zwischen dem Siebenbürgischen Erzgebirge (im Westen) und dem Trascău-Gebirge (im Osten), fließt der Ampoi auf dem Gebiet der Kleinstadt Zlatna (Kleinschlatten) auf einer Länge von etwa 26 Kilometer in südöstliche Richtung. Südlich der Trascăuer Berge fließt der Ampoi überwiegend in östliche Richtung und mündet bei Bărăbanț – einem eingemeindeten Dorf der Stadt Alba Iulia – nach etwa 60 Kilometern in den Mureș. Der Fluss hat ein Einzugsgebiet von ca. 580 km².

## Orte entlang des Ampoi
Der Ampoi durchfließt unter anderen die Orte Zlatna, Șard (Kothmarkt), Meteș (Meteschdorf), Micești (Kleindörfel), Alba Iulia (Karlsburg).
Entlang des Ampoi führt die Nationalstraße (Drum național) DN74 und die Bahnstrecke Alba Iulia–Zlatna.